# Qatar op de Olympische Zomerspelen 2024
Qatar nam deel aan de Olympische Zomerspelen 2024 in Parijs, Frankrijk.

## Medailleoverzicht
| Medaille | Naam               | Sport    | Onderdeel        | Datum       |
| -------- | ------------------ | -------- | ---------------- | ----------- |
| Brons    | Mutaz Essa Barshim | Atletiek | Hoogspringen (m) | 10 augustus |

## Aantal deelnemers
Hieronder volgt een overzicht van de atleten die zich reeds gekwalificeerd hebben voor de Olympische Zomerspelen van 2024.
| sport         | mannen | vrouwen | totaal |
| ------------- | ------ | ------- | ------ |
| Atletiek      | 7      | 1       | 8      |
| Gewichtheffen | 1      | 0       | 1      |
| Schietsport   | 2      | 0       | 2      |
| Volleybal     | 2      | 0       | 2      |
| Zwemmen       | 1      | 0       | 1      |
| totaal        | 13     | 1       | 14     |

## Deelnemers en resultaten

### Atletiek

#### Loopnummers
Mannen
| atlete                  | onderdeel    | series   | series | herkansingen   | herkansingen   | halve finale   | halve finale   | finale         | finale         |
| atlete                  | onderdeel    | tijd     | rang   | tijd           | rang           | tijd           | rang           | tijd           | rang           |
| ----------------------- | ------------ | -------- | ------ | -------------- | -------------- | -------------- | -------------- | -------------- | -------------- |
| Ammar Ibrahim           | 400 m        | 44.66 PB | 4 H    | 44.77          | 1 Q            | 44.63 PB       | 5              | niet geplaatst | niet geplaatst |
| Abubaker Haydar Abdalla | 800 m        | 1:48.42  | 7 H    |                |                |                |                |                |                |
| Ismail Doudai Abakar    | 400 m horden | DNF      | DNF    | niet geplaatst | niet geplaatst | niet geplaatst | niet geplaatst | niet geplaatst | niet geplaatst |
| Bassem Hemeida          | 400 m horden | 49.82 PB | 5 H    |                |                |                |                |                |                |
| Abderrahman Samba       | 400 m horden | 48.35    | 3 Q    | bye            | bye            |                |                |                |                |

Vrouwen
| atlete               | onderdeel | voorronde | voorronde | series         | series         | herkansingen   | herkansingen   | halve finale   | halve finale   | finale         | finale         |
| atlete               | onderdeel | tijd      | rang      | tijd           | rang           | tijd           | rang           | tijd           | rang           |                |                |
| -------------------- | --------- | --------- | --------- | -------------- | -------------- | -------------- | -------------- | -------------- | -------------- | -------------- | -------------- |
| Ismail Doudai Abakar | 100 m     | 12.53 PB  | 7         | niet geplaatst | niet geplaatst | niet geplaatst | niet geplaatst | niet geplaatst | niet geplaatst | niet geplaatst | niet geplaatst |

#### Technische nummers
Mannen
| atleet             | onderdeel        | kwalificaties | kwalificaties | finale         | finale         |
| atleet             | onderdeel        | afstand       | rang          | afstand        | rang           |
| ------------------ | ---------------- | ------------- | ------------- | -------------- | -------------- |
| Mutaz Essa Barshim | hoogspringen     | 2.27          | =3 Q          | niet geplaatst | niet geplaatst |
| Seif Heneida       | polsstokspringen |               |               |                |                |

### Gewichtheffen
Mannen
| atleet        | onderdeel | trekken | trekken | stoten | stoten | totaal | rang |
| atleet        | onderdeel | score   | rang    | score  | rang   | totaal | rang |
| ------------- | --------- | ------- | ------- | ------ | ------ | ------ | ---- |
| Fares El-Bakh | -102 kg   |         |         |        |        |        |      |

### Schietsport
Mannen
| atleet             | onderdeel | kwalificaties | kwalificaties | finale         | finale         |
| atleet             | onderdeel | punten        | rang          | punten         | rang           |
| ------------------ | --------- | ------------- | ------------- | -------------- | -------------- |
| Rashid Saleh Hamad | skeet     | 118           | 15            | niet geplaatst | niet geplaatst |
| Saeed Abusharib    | trap      | 118           | 23            | niet geplaatst | niet geplaatst |

### Volleybal

#### Beachvolleybal
| atleten                      | onderdeel | eerste ronde                               | eerste ronde                                  | eerste ronde                                  | eerste ronde | tussenronde          | achtste finale                                 | kwartfinale                             | halve finale         | finale / BM          | finale / BM |
| atleten                      | onderdeel | tegenstander uitslag                       | tegenstander uitslag                          | tegenstander uitslag                          | stand        | tegenstander uitslag | tegenstander uitslag                           | tegenstander uitslag                    | tegenstander uitslag | tegenstander uitslag | rang        |
| ---------------------------- | --------- | ------------------------------------------ | --------------------------------------------- | --------------------------------------------- | ------------ | -------------------- | ---------------------------------------------- | --------------------------------------- | -------------------- | -------------------- | ----------- |
| Cherif Younousse Ahmed Tijan | mannen    | Cottafava - Nicolai W 2 - 0 (21-19, 21-18) | Åhman - Hellvig W 2 - 1 (15-21, 21-19, 20-18) | Nicolaidis - Carracher W 2 - 0 (21-14, 21-18) | 1 Q          | bye                  | M. Grimalt - E. Grimalt W 2 - 0 (21-14, 21-13) | Partain - Benesh W 2 - 0 (21-14, 21-16) | Åhman - Hellvig      |                      |             |

### Zwemmen
Mannen
| Atleet                | Onderdeel        | Series  | Series | Halve finale   | Halve finale   | Finale         | Finale         |
| Atleet                | Onderdeel        | Tijd    | Rang   | Tijd           | Rang           | Tijd           | Rang           |
| --------------------- | ---------------- | ------- | ------ | -------------- | -------------- | -------------- | -------------- |
| Abdul Aziz Al-Obaidly | 100 m schoolslag | 1.04,31 | 30     | Niet geplaatst | Niet geplaatst | Niet geplaatst | Niet geplaatst |